# Fredede bygninger i Københavns Kommune
Denne liste over fredede bygninger i Københavns Kommune viser alle fredede bygninger i Københavns Kommune, bortset fra kirker. Listen bygger på data fra Kulturarvsstyrelsen.
Pga. størrelsen er listen opdelt i følgende lister:
- Fredede bygninger i Københavns Kommune, postnummer 10xx
- Fredede bygninger i Københavns Kommune, postnummer 11xx
- Fredede bygninger i Københavns Kommune, postnummer 12xx
- Fredede bygninger i Københavns Kommune, postnummer 13xx
- Fredede bygninger i Københavns Kommune, postnummer 14xx
- Fredede bygninger i Københavns Kommune, postnummer 15xx-17xx
- Fredede bygninger i Københavns Kommune, postnummer 21xx-23xx
- Fredede bygninger i Københavns Kommune, postnummer 24xx-29xx